# Соя (род)
Соя (лат. Glycine) — род травянистых цветковых растений семейства Бобовые (Fabaceae); входит в трибу Фасолевые (Phaseoleae) подсемейства Мотыльковые (Faboideae).
Наиболее известный вид — Соя культурная, или обыкновенная (Glycine max).

## Биологическое описание
Представители рода — однолетние (2 вида, включая сою культурную) и многолетние (22—26 видов) травянистые растения.
Листья пальчато-рассечённые на 3—7 долей, на коротких черешках, обычно опадающие.
Соцветия пазушные, кистевидные. Чашечка цветка плёнчатая, колокольчатая, опушённая, двугубая. Венчик окрашен обычно в сиреневые, реже белые тона. Завязь полунижняя, с многочисленными семязачатками. Пестик нитевидный, с головчатым рыльцем.
Плод — прямой или изогнутый боб продолговатой или линейной формы. Семена в числе от 1 до 5, продолговато-яйцевидной формы.
Число хромосом у однолетних видов — 2n = 40, а у многолетних варьирует 2n = от 40 до 80.

## Ареал
Многолетние виды рода произрастают почти исключительно в Австралии, лишь некоторые заходят на север на острова Тихого океана. Однолетние виды происходят из Юго-Восточной Азии.

## Таксономия
По последней внутриродовой классификации Палмера, Хаймовица и Нельсона (1996 г.) род Соя представлен 18 травянистыми многолетними видами (австралийский центр происхождения) и однолетними видами (юго-восточно-азиатский центр происхождения), разделённых на 2 подрода: Glycine Willd. и Soja (Moench) F.J. Herm. Из юго-восточно-азиатского (китайского) очага ведут начало все возделываемые сорта сои.

### Синонимы
- Chrystolia Montrouz. ex Beauvis., 1901
- Kennedynella Steud., 1840, nom. superfl.
- Leptocyamus Benth., 1839, nom. nov.
- Leptolobium Benth., 1837, nom. illeg.
- Soja Moench, 1794, nom. rej.
- Triendilix Raf., 1836, nom. nov.

### Виды
Glycine subg. Soja
- Glycine max (L.) Merr., 1917 — Соя культурная
- Glycine soja Siebold & Zucc., 1845 — Соя дикая

Подрод Soja состоит из двух видов: дикорастущей уссурийской сои G. soja и культурной сои G. max. Сюда же относится спорный полукультурный вид — соя изящная, или тонкая Glycine gracilis Skvortzov.

Азиатские виды сои, входящие в подрод Soja, и объединённые общим геномом GG, считаются эволюционно более продвинутыми из-за однолетнего цикла развития. Филогенетически наиболее архаичным видом здесь является дикорастущий вид уссурийской сои G. soja Siebold et Zucc. (син: G. ussuriensis Reg. et Maack). Этот вид практически всеми систематиками признан прямым предком возделываемой культурной сои G. max. 
Glycine subg. Glycine
- Glycine albicans Tindale & Craven, 1989
- Glycine aphyonota B.E.Pfeil, 2002
- Glycine arenaria Tindale, 1987
- Glycine argyrea Tindale, 1984

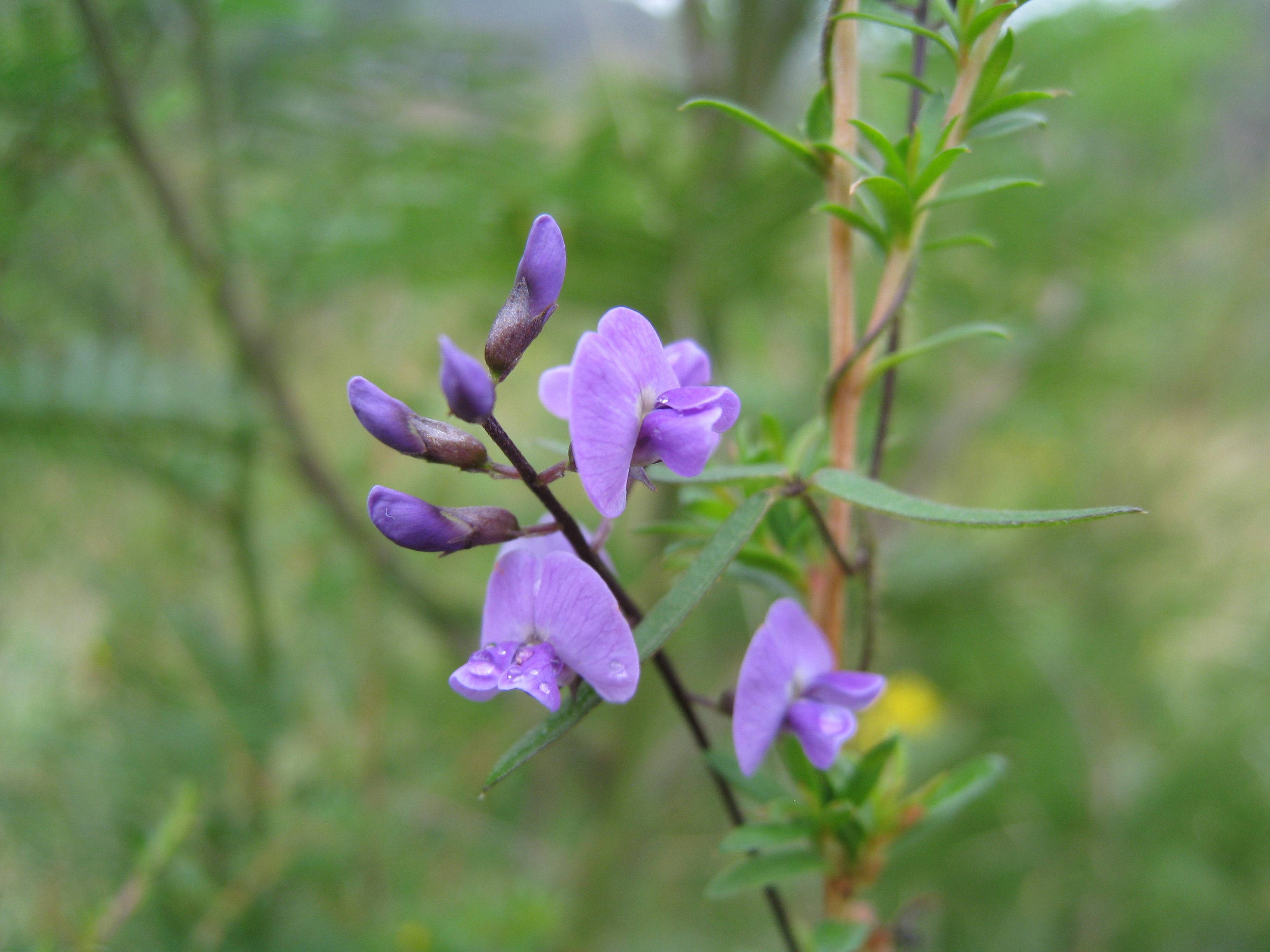
Glycine clandestina

- Glycine canescens F.J.Herm., 1962, nom. nov.
- Glycine clandestina J.C.Wendl., 1798 typus[1]
- Glycine curvata Tindale, 1987
- Glycine cyrtoloba Tindale, 1984
- Glycine dolichocarpa Tateishi & H.Ohashi, 1991
- Glycine falcata Benth., 1864
- Glycine gracei B.E.Pfeil & Craven, 2006
- Glycine hirticaulis Tindale & Craven, 1989
- Glycine lactovirens Tindale & Craven, 1989
- Glycine latifolia (Benth.) C.A.Newell & Hymowitz, 1980
- Glycine latrobeana (Meisn.) Benth., 1864
- Glycine microphylla (Benth.) Tindale, 1987
- Glycine montis-douglas B.E.Pfeil & Craven, 2006
- Glycine peratosa B.E.Pfeil & Tindale, 2001
- Glycine pescadrensis Hayata, 1920
- Glycine pindanica Tindale & Craven, 1993
- Glycine pullenii B.E.Pfeil, Tindale & Craven, 2002
- Glycine rubiginosa Tindale & B.E.Pfeil, 2001
- Glycine stenophita B.E.Pfeil & Tindale, 2000
- Glycine syndetika B.E.Pfeil & Craven, 2006
- Glycine tabacina (Labill.) Benth., 1864
- Glycine tomentella Hayata, 1920

Австралийские виды сои, входящие в подрод Glycine, отличаются многолетним циклом развития, широким геномным полиморфизмом, и представляют собой наиболее архаичные формы сои. Некоторые виды этой группы распространились также в Юго-Восточной Азии.
Согласно классификации Palmer et al. (1996) подрод Glycine представлен 16-ю видами. Уже после этой публикации австралийскими ботаниками Пфейлом, Тиндале и Кравеном были обнаружены и описаны ещё 4 новых вида многолетней сои: G. peratosa, G. rubiginosa, G. pullenii и G. aphyonota.